# Magellianira serrata
Magellianira serrata är en kräftdjursart som beskrevs av Winkler 1994. Magellianira serrata ingår i släktet Magellianira och familjen Paramunnidae. Inga underarter finns listade i Catalogue of Life.